# Maximilian I của Thánh chế La Mã
Maximilian I của Thánh chế La Mã (22 tháng 3 năm 1459 - 12 tháng 1 năm 1519) là một vị Hoàng đế La Mã Thần thánh từ năm 1508 đến khi qua đời, và đã đồng trị vì với cha ông là Friedrich III trong 10 năm cuối đời. Ông chưa bao giờ được phong tước bởi Giáo hoàng, vì nhận thấy chuyến hành trình đến Rome quá rủi ro. Thay vào đó, ông được tuyên bố bởi Giáo hoàng Giuliô II tại Trent, và điều này phá vỡ truyền thống một Hoàng đế La Mã được phong bởi Giáo hoàng trước đó.
Ông mở mang cho nhà Habsburg bằng chiến tranh và hôn nhân, nhưng ông cũng đã bị mất lãnh thổ ở Thụy Sĩ sau trận Dornach vào ngày 22 tháng 7 năm 1499. Vào ngày 22 tháng 9 năm 1499, Maximilian I đã đồng ý ký hiệp định Basel và sau đó Thụy Sĩ trên thực tế đã độc lập thoát khỏi ách thống trị Habsburg. Ông thường được xem là "Hiệp sĩ cuối cùng".